# Friedrich Wilhelm Grube
Friedrich Wilhelm Grube (* 16. Februar 1795 in Unna, Kreis Hamm, Brandenburg-Preußen; † 25. Juni 1845 in Surakarta, Java, Niederländisch-Indien) war ein preußischer Regierungsbeamter und Handelsagent.

## Leben
Friedrich Wilhelm Grube wurde als Sohn des Kaufmanns Daniel Albrecht Grube und dessen aus Jülich gebürtiger Ehefrau Helene Catharine, geborene Gerhardts, in eine bemittelte Unnaer Bürgerfamilie geboren. Nach dem frühen Tod der Mutter (1798) zog der Vater mit drei Kindern zunächst nach Soest, wo er eine zweite Ehe einging, die bald geschieden wurde. Infolgedessen wurden die Kinder bei Verwandten untergebracht, während der Vater nach Köln zog. Friedrich Wilhelm Grube kam bei einem Großonkel in Unna unter. Nach der Konfirmation zog er wieder zu seinem Vater, der in Elberfeld ein drittes Mal geheiratet hatte, und erhielt weiteren Schulunterricht im Institut des Pädagogen Johann Friedrich Wilberg, das er als 17-Jähriger verließ, um als Privatlehrer in Düren zu arbeiten.
Dort erreichte ihn 1813 die Nachricht seines Vaters, dass er als Freiwilliger ins Bergische Jägerbataillon eingeschrieben sei. Enttäuscht, nicht bei einem Kampf eingesetzt worden zu sein, trat er nach kurzer Militärzeit als Lehrer in das Wilberg’sche Institut ein, ehe er 1815 wieder zu den Waffen gerufen wurde. Zunächst beim Garde-Jägerbataillon in Berlin eingeschrieben, wurde er nach Frankreich geschickt. Noch auf dem Marsch dorthin erreichte ihn in Düsseldorf die den Krieg vorerst beendende Nachricht vom siegreichen Ausgang der Schlacht bei Waterloo. Sodann trat Grube als Sekretär in die Dienste von Justus von Gruner, den er nach Paris begleitete. Anschließend nahm er eine Tätigkeit im Büro des Elberfelder Kreisdirektors Carl Theodor von Seyssel d’Aix an. Durch Vermittlung von Wilberg wechselte er jedoch bald als Hauslehrer in die Dienste des Kirchener Fabrikanten Lorenz Jung (1767–1837). Dort kam er in Berührung mit dem Intellektuellen- und Turnerkreis um Ludwig von Mühlenfels, Christian Sartorius, Adolf Ludwig Follen, Ludwig und Wilhelm Snell, was dazu führte, dass er selbst Nachstellungen der Demagogenverfolgung ausgesetzt war.
1821 lernte er seine zukünftige Ehefrau Elisabeth Diez kennen, die Tochter eines Rentmeisters aus Netphen. Das ab August 1822 verlobte Paar heiratete dort am 22. Oktober 1822. Aus der Ehe gingen drei Söhne und zwei Töchter hervor: Wilhelm (* 1829), Karoline (* 1831), Friedrich (* 1833), Amalie (* 1836) und Heinrich (1840–1907).
Durch Kontakte zum Familienkreis des Schichtmeisters Johann Ludwig Stein (1769–1826), dessen Sohn Wilhelm und dessen Bruder Friedrich Wilhelm (1791–1870), der im Frühjahr 1824 als Hauptagent des Deutsch-Amerikanischen Bergwerksvereins nach Zentralamerika entsandt wurde, begeisterte sich Grube für die Idee einer Auswanderung nach Mexiko. Ein Bericht seines bereits emigrierten Freundes Christian Sartorius, den er im März 1825 erhalten hatte, ließ in ihm den Entschluss reifen, mit Angehörigen der Familie Stein eine deutsche Kolonie in Mexiko zu gründen und zusammen mit Sartorius eine Pflanzung zu betreiben. Im August 1825 ließ er seine Gattin zurück und reiste mit den Steins in die Neue Welt. In Mexiko angekommen, erschien es ihm geratener, zunächst im Büro des Bergwerksvereins zu arbeiten, Land und Leute kennenzulernen sowie spanische Sprachkenntnisse zu erwerben. Unter dem Eindruck einer 1825/1826 eingetretenen Wirtschaftskrise zeigte sich, dass dem Projekt einer Koloniegründung ohne Weiteres kaum gute Aussichten beschieden waren. Daher segelte er Ende März 1827 heim, um das Kolonisationsprojekt in Deutschland besser vorzubereiten. In Treffen in Frankfurt am Main, Darmstadt und Düsseldorf kam es zu ausführlichen Erörterungen der Angelegenheit mit Heinrich von Gagern, Johann Adolf von Carnap und Philipp von Pestel. Die Pläne zerschlugen sich jedoch.
Daher trat Grube, zunächst als Diätar, in die Dienste der Königlichen Regierung in Düsseldorf, wo zwischen 1829 und 1840 seine fünf Kinder geboren wurden. In seiner weiteren Laufbahn gewann er das besondere Vertrauen des Regierungspräsidenten Anton zu Stolberg-Wernigerode und diente bis 1837 als dessen Präsidialsekretär. 1839 wurde ihm in der Düsseldorfer Regierung die Inspektion der königlichen Schlösser und Gärten übertragen, insbesondere die des Schlosses Benrath. 1842 oblag ihm die Aufgabe, den Besuch des preußischen Königspaars beim ersten Kölner Dombaufest vorzubereiten. In seiner Dienststellung knüpfte er förderliche Kontakte zu führenden Persönlichkeiten der Rheinprovinz, allen voran zum Divisionskommandeur Friedrich von Preußen, der als Neffe des Königs das Haus Hohenzollern in den Rheinlanden vertrat. In Düsseldorf ergaben sich enge Beziehungen zum bildungsbürgerlichen Milieu der Stadt, so verkehrte der Richter und Dramatiker Karl Immermann in seinem Haus, ebenso Maler der Düsseldorfer Schule, etwa Hermann Stilke, Adolph Schroedter, Carl Friedrich Lessing, Johann Wilhelm Schirmer, Eduard Steinbrück, Karl Ferdinand Sohn, Amalie Bensinger und Elisabeth Jerichau-Baumann.

### Reise nach China und Niederländisch-Indien 1843–1845
Im Frühjahr 1843 wurde Grube nach Berlin berufen, wo ihm der preußische Finanzminister Ernst von Bodelschwingh der Ältere eine spezielle Mission übertrug. Als preußischer Beamter, der in der Vergangenheit bereits in Übersee gelebt hatte und die englische, französische und spanische Sprache beherrschte, erschien er ihm als besonders qualifiziert. Er sollte im Auftrage der preußischen Staatsregierung eine Reise in das Kaiserreich China ausführen, um zu erkunden, wie in diesem Land, das sich unter der Qing-Dynastie nach dem Vertrag von Nanking und dem Vertrag von Humen dem Westen weiter zu öffnen begann, den Erzeugnissen Preußens und anderer Länder des Zollvereins neue Absatzgebiete zu erschließen seien. Im Weiteren galt seine Mission auch der Erkundung anderer asiatischer Märkte in Britisch-Indien, Niederländisch-Indien und den Philippinen.
Bereits seit 1837 an Schüben von „Nervenfieber“ leidend, übertrug er seinem Bruder die Vormundschaft über seine Kinder und brach am 14. August 1843 zu der Mission auf. Vom Kollegen Hermann Altgelt verabschiedet, bestieg er ein niederländisches Schiff nach Rotterdam und schiffte sich von dort nach London ein, wo ihm der preußische Generalkonsul Bernhard Hebeler (1794–1862) noch einige Hinweise mit auf den Weg gab. Auf der anschließenden Schiffsreise von Southampton nach Ägypten und weiter bis nach China fand er in einem Angehörigen der Familie von Loë einen Begleiter. Vermittelt durch den preußischen Konsul wurde Grube in Alexandria von Muhammad Ali Pascha empfangen. Auch unternahm er diverse Besichtigungen und eine Besteigung der Cheops-Pyramide. In Suez mussten Grube und Freiherr von Loë sechs Wochen auf ein Dampfschiff warten. Über Aden und Bombay ging es am 14. Dezember 1843 weiter nach China, wo sie am 4. Februar 1844 anlandeten und er bald dem evangelischen Missionar Karl Gützlaff begegnete.
Nachdem er Hongkong und Kanton besucht hatte und nach Macau zurückgekehrt war, zeigten sich so ernstliche Krankheitssymptome, dass er am 1. April 1844 sein Testament verfasste. Im Mai 1844 bereiste er über Hongkong die Insel Zhoushan und hielt sich dann abwechselnd in Xiamen, Ningbo und Shanghai auf. Für Tage im folgenden September, Oktober und November vermeldet sein Tagebuch weitere Krankheitsschübe, ehe er kurzzeitig wieder genas. Ein Arzt, den er aufgesucht hatte, riet ihm gleichwohl zu einer Abreise aus China.
Im Dezember 1844 reiste er daraufhin von Macau über Hongkong und Kanton nach Manila, Philippinen, damals noch ein Teil des Vizekönigreichs Neuspanien, und begab sich zu einer 14-tägigen Erholung in ein Dörfchen namens Quingua. Am 3. März 1845 traf er in Singapur ein. Mit dem Ziel, von dort nach Ceylon, Madras und Kalkutta zu gelangen, ging die Fahrt weiter nach der Insel Java, wo er eine Weile in der Hauptstadt Batavia verbrachte und am 6. Mai zu einer Bereisung der Insel aufbrach. Auf dieser Exkursion überwältigte ihn schweres Fieber. In Surakarta wurde er am 1. Juni 1844 im Hause eines niederländischen Professors aufgenommen. Obwohl sich sein Zustand unter der Betreuung eines Arztes anfangs noch ein wenig gebessert hatte, starb Grube am 25. Juni 1845. Auf dem örtlichen Friedhof wurde er bestattet.
Über Grubes Mission und Ergebnisse wurde 1845 in Berlin der Bericht des Herrn Kommerzienrath Grube, den Handel von und nach China betreffend publiziert. Das von einem anonymen Autor darin einleitend als „mangelhaft“ beurteilte, in Anbetracht von Erkrankung und Tod des Autors aber entschuldigte Resultat der Mission wurde ergänzt durch allgemeine Bemerkungen über die wirtschaftlichen Aussichten des chinesischen Marktes. Grubes Gutachten, das durch eine Sammlung von Musterartikeln bereichert war und auf örtlichen Beobachtungen und der Expertise sachverständiger chinesischer und auswärtiger Kaufleute aufbaute, warnte vor übertriebenen Erwartungen an eine baldige Ausdehnung des chinesischen Marktes und riet zu kaufmännischer Vorsicht. Es regte die Stiftung eines Handelsvereines an, um den Markt von einem gemeinschaftlichen Mittelpunkt aus zu penetrieren. Während Grube deutschen Wollwaren noch die größten Chancen in China zuschrieb, rechnete er bei anderen Erzeugnissen damit, dass sie sich nur mit größerer Auswahl und in kleineren Mengen absetzen ließen. Einer tiefen Durchdringung des chinesischen Marktes stünde der Umstand entgegen, dass zwar einige Häfen an der Küste für den Handel geöffnet, aber mit dem Innern des Landes nicht genügend verbunden wären. Neben Darlegungen zu Häfen, Handelshäusern, Tauschmitteln, Zahlgewohnheiten, Münzen, Maßen, Fracht- und Versicherungsobliegenheiten folgten in einer Auflistung Ausführungen zu den wichtigsten Ausfuhrartikel des Landes – Tee, Seide, Zucker, Drogerie-, Apotheker- und Farbenwaren – und zu den wichtigsten Einfuhrwaren – Opium, Baumwolle und Baumwollwaren, Wollwaren und Metalle. Als Kritikpunkt deutscher Vermarktungspraxis in China fiel Grube auf, dass deutsche Lieferungen im Vergleich zu englischen oft schlecht verpackt und aufgemacht wären. Er machte auch auf kulturelle Besonderheiten wie die chinesische Farbsymbolik aufmerksam und riet etwa dazu, bei deutschen Exportgütern der chinesischen Trauerfarbe Weiß nicht den Vorrang in der visuellen Präsentation zu geben.
Für seine Verdienste hatte Grube bereits vor seiner Reise nach China und Niederländisch-Indien den Roten Adlerorden 4. Klasse und eine Auszeichnung als Kommerzienrat erhalten.